# Jon Landau (Filmproduzent)

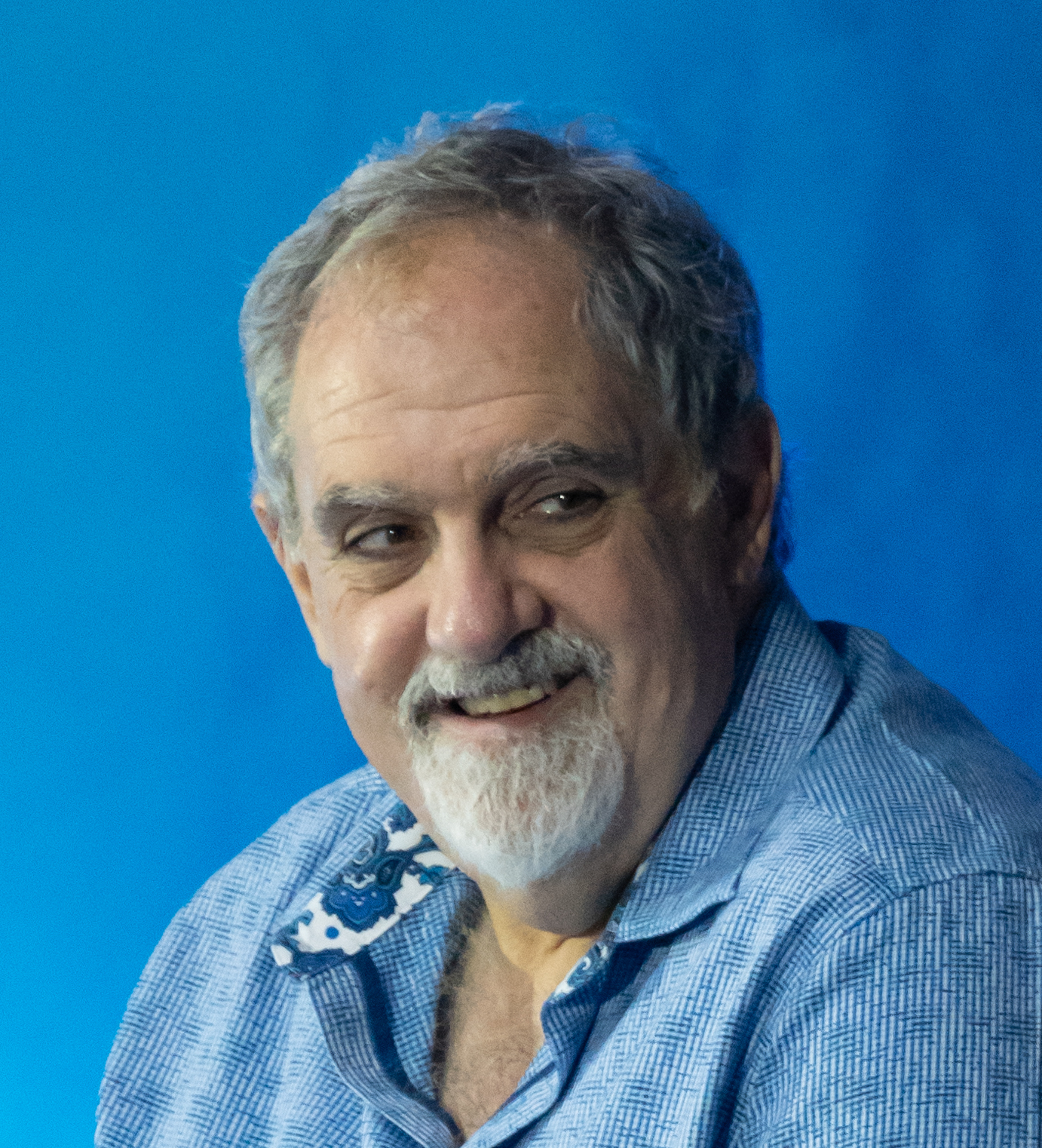
Jon Landau (2022)

Jon Landau (* 23. Juli 1960 in New York City, New York; † 5. Juli 2024 in Los Angeles, Kalifornien) war ein US-amerikanischer Filmproduzent. Er war COO von Lightstorm Entertainment.

## Leben
Jon Landau war eines von drei Kindern der Fernsehproduzenten Ely und Edie Landau. Seine Schwester war die Dramatikerin und Theaterregisseurin Tina Landau. Er hatte zwei Halbbrüder, darunter den Fernsehregisseur Les Landau.
Der in New York aufgewachsene Landau zog während seiner High-School-Zeit mit seiner Familie nach Kalifornien. Nach seinem Abschluss an der University of Southern California im Jahr 1983 arbeitete er anfangs als Postproduktionsleiter, bevor er 1987 mit Campus Man das erste Mal an der Produktion eines Films beteiligt war. Daraufhin war er als Co-Produzent an den Filmen Dick Tracy und Liebling, ich habe die Kinder geschrumpft beteiligt und wurde schließlich Vice President of Feature Productions bei 20th Century Fox, wo er auch begann, mit James Cameron zusammenzuarbeiten. In dieser Zeit betreute er die Produktion einiger Filme, bis er mit Titanic (1997) den ersten Film gemeinsam mit Cameron produzierte und ebenfalls gemeinsam mit ihm mit dem Oscar geehrt wurde. Im Jahr 2000 fusionierte Landau sein Produktionsunternehmen Blue Horizon mit Camerons Produktionsgesellschaft Lightstorm Entertainment, wo er die Rolle des COO übernahm.
Auf diesen Film folgten Solaris (2002) und schließlich Avatar (2009), an denen Landau als Produzent beteiligt war. Sein nächstes Projekt als Produzent war die Verfilmung des japanischen Mangas Battle Angel Alita, der 2019 als Alita: Battle Angel erschien. Seither produzierte er die Fortsetzungen Avatar: The Way of Water, Avatar: Fire and Ash, Avatar 4 und Avatar 5.
Er verstarb 18 Tage vor Vollendung seines 64. Lebensjahres an den Folgen einer Krebserkrankung. Er hinterließ seine Frau, mit der er fast 40 Jahre verheiratet war, sowie die beiden Söhne aus dieser Ehe.

## Filmografie
Als Produzent
- 1987: Das Geheimnis meiner Karriere (Campus Man)
- 1997: Titanic
- 2002: Solaris
- 2009: Avatar – Aufbruch nach Pandora (Avatar)
- 2019: Alita: Battle Angel
- 2022: Avatar: The Way of Water

Als Co-Produzent
- 1989: Liebling, ich habe die Kinder geschrumpft (Honey, I Shrunk the Kids)
- 1990: Dick Tracy

## Auszeichnungen/Nominierungen (Auswahl)

### Oscar
1998
- Bester Film für Titanic

2010
- Nominierung in der Kategorie bester Film für Avatar – Aufbruch nach Pandora

2023
- Nominierung in der Kategorie bester Film für Avatar: The Way of Water

### Golden Globe
1998
- Bester Film in der Kategorie „Drama“: Titanic

2010
- Bester Film in der Kategorie „Drama“: Avatar – Aufbruch nach Pandora

### Weitere Auszeichnungen
1997
- Florida Film Critics Circle Award für Titanic
- MTV Movie Award für Titanic
- Producers Guild of America Darryl F Zanuck Theatrical Motion Picture Producer of the Year Award für Titanic
- Nickelodeon Kid’s Choice Award für Titanic
- People’s Choice Award für Titanic
- Satellite Award: Bester Film in der Kategorie „Drama“ für Titanic